# Мухаммад аль-Айяши
Муха́ммад аль-Айяши (араб. محمد العياشي‎; ум. ок. 932 года) — среднеазиатский религиозный деятель X века, исламский богослов, учёный по фикху и писатель. Являлся главным имамом Хорасана, который тогда входил в состав Государства Саманидов. Крупнейший представитель самаркандской школы ученых-шиитов.

## Биография
Его полное имя: Абу ан-Надр (вариант: Абу ан-Наср) Мухаммад ибн Масуд аль-Айяши ас-Самарканди [ас-Сулами] (араб. أبو النضر محمد بن مسعود العياشي السمرقندي السلمي‎).
В молодости аль-Айяши был суннитом (‘аммий аль-мазхаб), слушал и собирал суннитские хадисы. Написал биографии первых халифов, в том числе Муавии. Затем стал шиитом. И сунниты, и шииты отмечают обширные познания и разносторонность интересов аль-Айяши. Его многочисленные сочинения пользовались большой популярностью и авторитетом в округах Хорасана. Полученные в наследство от своего отца 300 тыс. динаров, были потрачены им на учение и распространение знаний. Его дом был всегда полон учениками, переписчиками и комментаторами текстов и т. д. В его доме собирались как шииты, так и сунниты. С целью сбора хадисов и сведений о шиитах объездил ведущие шиитские центры (Эль-Куфа, Багдад, Кум).
Среди его учителей был такие учёные как:
- ‘Али ибн аль-Хасан ибн ‘Али ибн Фаддал,
- ‘Абдуллах ибн Мухаммад ат-Таялиси,
- ‘Али ибн Мухаммад аль-Фирузани аль-Кумми,
- Джабраиль ибн Ахмад аль-Фарйаби (ум. в конце IX века),
- Мухаммад ибн Ахмад аш-Шазани ан-Найсабури (ум. в начале X в.),
- Наср ибн ас-Саббах аль-Балхи (ум. в начале X в.) и др[5].

## Труды
Аль-Айяши был чрезвычайно плодовитым автором: ему приписывают свыше 200 сочинений на арабском языке, а также на персидском языке. Его наиболее известные книги и произведения — «Китаб сират Абибакр» («Книга о биографии Абибакра»), «Китаб сират Умар» («Книга о биографии Умара»), «Китаб аль-Муваззах» («Книга об описании вещей»), «Китаб сират Муавия» («Книга о биографии Муавии») и др.
Большая часть его сочинений была посвящена шиитской догматике и фикху. Кроме того, он писал труды по толкованию Корана, хадисоведению, астрономии, медицине. В трудах аль-Айяши можно найти многочисленные рассказы о сподвижниках Мухаммеда, ранней истории шиизма, шиитской пропаганде, «крайних» шиитах и так далее.
Абу-ль-Хасан Али ибн Мухаммад аль-Казвини в 967 году стал первым, кто доставил часть книг аль-Айяши в Багдад и стал передавать их. Ученик аль-Айяши, Хайдар ас-Самарканди, читавший все его книги, в письме к последнему привёл полный перечень сочинений своего учителя. Ибн ан-Надим (ум. 990) и аль-Яджаши (ум. 1058) приводят список сочинений аль-Айяши со ссылкой на Хайдара ас-Самарканди. Его сочинения, кроме «Толкования» («ат-Тафсир»), вероятно, не сохранились. Однако есть основания предполагать, что Абу Амр аль-Кашши (ум. 980) использовал их в своем биографическом труде «Китаб ахбар ар-риджал», в которой содержатся историко-биографические сведения о шиитах.